# Мильники (Макіївська сільська громада)
Ми́льники — село в Україні, у Макіївській сільській громаді Ніжинського району Чернігівської області. Населення становить 76 осіб. Входить до складу Калинівського старостинського округу.
На мапі Шуберта 1869 року на місці села бачим сім розташованих господарств під спільною назвою Хутори.
В списку населених місць Носівського району Чернігівської губернії в Мельниках (саме так) 1924 року було 55 хат і 282 жителя. 
До 2020 орган місцевого самоврядування — Калинівська сільська рада